# Строн, Джон (лингвист)
Джон Строн (Страхан) англ. John Strachan, 31 января 1862, Кит, Мори, Шотландия — 27 сентября 1907, Пенарт, Уэльс) — шотландский лингвист, кельтолог, автор учебных пособий, издатель средневековых текстов.

## Биография
Джон Строн родился в семье фермера в городе Кит (округ Мори, Шотландия), учился в Кембриджском университете и университете Иены. Во время обучения в Германии его научным руководителем стал Рудольф Турнейзен. Под его руководством Строн стал заниматься кельтской филологией; помимо древнеирландского, он выучил санскрит и древнегреческий. Совместно с Уитли Стоуксом издал сборник древнейших памятников ирландского языка (Thesaurus Palaeohibernicus). Дж. Строн стоял у истоков преподавания древнеирландского языка в Дублине. Для курсов, которые он вёл совместно с Куно Мейером составил несколько учебных пособий, в частности «Древнеирландские парадигмы и избранные древнеирландские глоссы» (Old-Irish paradigms and selections from the Old-Irish glosses: with notes and vocabulary) и «Рассказы из „Похищения быка из Куальнге“», которые активно используются в преподавании до сих пор. Пособие по средневаллийскому (An introduction to early Welsh) было издано посмертно.